# Joy Alappat
John ''Joy'' Alappat (ur. 27 września 1956 w Parappukara) – indyjski duchowny syromalabarski, w latach 2014-2022 biskup pomocniczy Chicago, biskup diecezjalny Chicago od 2022.

## Życiorys
Święcenia kapłańskie przyjął 31 grudnia 1981 i został inkardynowany do eparchii Irinjalakuda. Po kilkuletnim stażu duszpasterskim pracował jako kapelan syromalabarskiej wspólnoty w Chennai (Madras). W 1994 wyjechał do Stanów Zjednoczonych i pracował głównie jako duszpasterz kilku syromalabarskich parafii. Był także kapelanem waszyngtońskiego Uniwersytetu Georgetown.
24 lipca 2014 został mianowany eparchą pomocniczym Chicago ze stolicą tytularną Bencenna. Chirotonii udzielił mu 27 września 2014 kard. George Alencherry, zwierzchnik Kościoła syromalabarskiego.
3 lipca 2022 papież Franciszek mianował go biskupem diecezjalnym Chicago.